# Placówka Straży Celnej „Pieczarna”

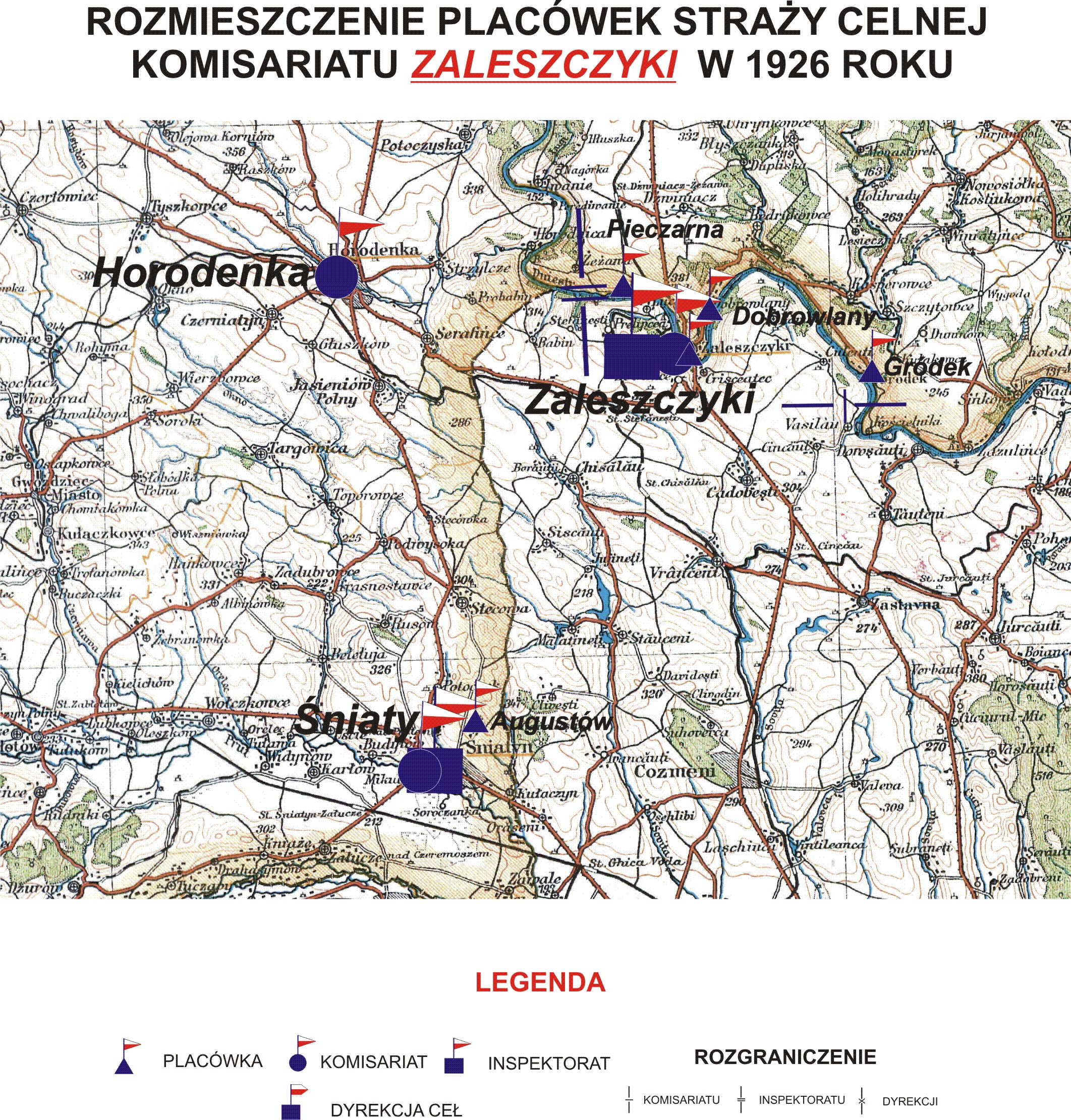
Rozmieszczenie placówek SC komisariatu "Zaleszczyki" w 1926 r.

Placówka Straży Celnej „Pieczarna” – jednostka organizacyjna Straży Celnej pełniąca w okresie międzywojennym służbę ochronną na granicy polsko-rumuńskiej.

## Formowanie i zmiany organizacyjne
Na wniosek Ministerstwa Skarbu, uchwałą z 10 marca 1920 roku, powołano do życia Straż Celną. Jednostki Straży Celnej rozpoczęły przejmowanie odcinków granicy od pododdziałów Batalionów Celnych. W 1921 roku w Zaleszczykach stacjonował sztab 1 kompanii 22 batalionu celnego. Kompania wystawiała między innymi placówkę w Pieczarnej. W 1922 roku w Zaleszczykach stacjonował sztab 2 kompanii 22 batalionu celnego. Kompania wystawiała między innymi placówkę w Pieczarnej. Proces tworzenia Straży Celnej trwał do końca 1922 roku. Placówka Straży Celnej „Pieczarna” weszła w podporządkowanie komisariatu Straży Celnej „Zaleszczyki” z Inspektoratu SC „Zaleszczyki”.
W drugiej połowie 1927 roku przystąpiono do gruntownej reorganizacji Straży Celnej. W praktyce skutkowało to rozwiązaniem tej formacji granicznej. Ochronę północnej, zachodniej i południowej granicy państwa przejęła powołana z dniem 2 kwietnia 1928 roku Straż Graniczna.
Jeszcze wcześniej, z dniem 1 listopada 1927 roku Inspektorat Straży Celnej „Zaleszczyki”, w tym komisariat SC „Zaleszczyki” został rozwiązany, a  rejon odpowiedzialności komisariatu został przekazany pododdziałom Korpusu Ochrony Pogranicza.

## Funkcjonariusze placówki
Kierownicy placówki
| stopień    | imię i nazwisko, numer | okres pełnienia służby | kolejne stanowisko |
| ---------- | ---------------------- | ---------------------- | ------------------ |
| przodownik | Marcin Dzięgiel (385)  | był w 1926             |                    |

Obsada personalna placówki w 1926:
- przodownik Marcin Dzięgiel (385)
- starszy strażnik Tadeusz Grajek (386)
- strażnik Szczepan Klof (1465)
- strażnik Filip Suchorski (1470)
- strażnik Jan Kubacki (1495)
- strażnik Józef Bujak (1480)
- strażnik Franciszek Kiereta (1489)
- strażnik Franciszek Dulat (1492)